# Alexandre Vallaury
Alexandre Vallaury (1850-1921) fou un arquitecte otomà d'origen llevantí, una comunitat llatina o franca que encara parlava una lingua franca barreja de francès i d'italià. No se sap amb claredat la nacionalitat originària de la seva família, tot i que ell mateix se sentia proper a la cultura francesa.
El seu pare, Francesco Vallaury, era un pastisser cèlebre, proveïdor de la Sublim Porta.
Va inaugurar els estudis arquitectònics a Turquia i va ser professor de l'Escola de Belles Arts d'Istanbul.

## Formació
Es va formar a l'École Nationale Supérieure des Beaux-Arts de París entre 1869 et 1878, cosa que fa pensar que la terra d'origen de la seva família fos França.
Torna a Istanbul, la seva ciutat natal, el 1880, on entra en relació amb l'arqueòleg turc Osman Hamdi Bey, fundador i conservador del nou Museu Imperial (actual Museu Arqueològic).
El nom d'Alexandre Vallaury és conegut sobretot per haver estat el creador del llegendari Pera Palace d'Istanbul.

## Obres principals

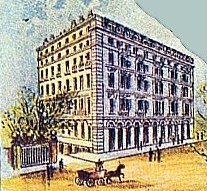
El Pera Palace el 1900

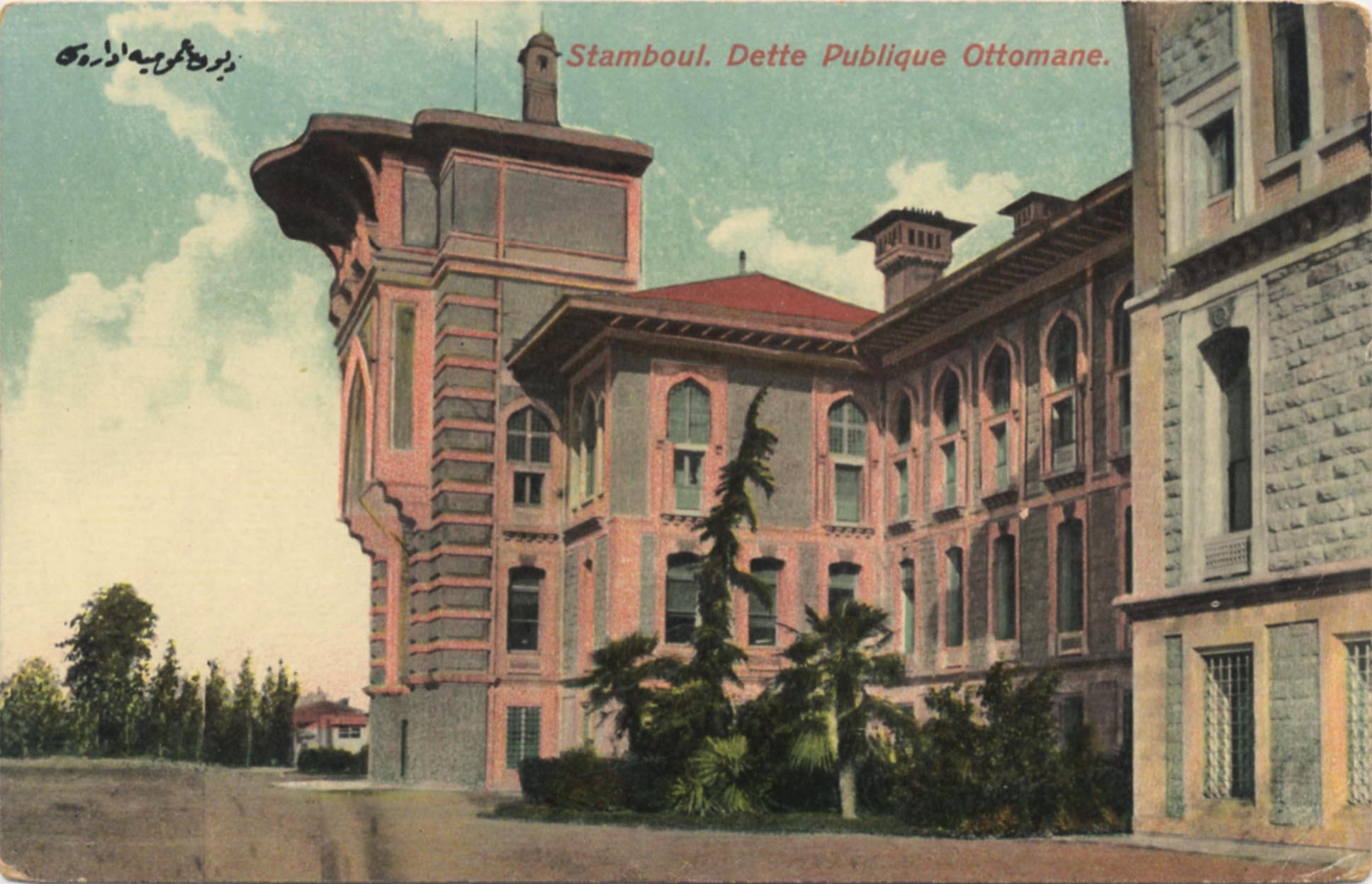
Postal antiga de l'edifici del Deute Públic

- 1880: Cafè Lebon (des del 1940 conegut com el Cafè Marquise, en turc Markiz Pastanesi), Beyoğlu, Istanbul
- 1881: Casa Décugis (actualment Galata Antique Hotel), Şişhane, Istanbul
- 1881-1891: Hotel Pera Palace, Şişhane, Istanbul
- 1887: Mesquita de Hidayet, Eminönü, Istanbul
- 1890: Seu del Banc Imperial Otomà, Karaköy, Istanbul
- 1891-1907: Edifici principal del Museu Arqueològic d'Istanbul, Sultanahmet, Istanbul
- 1893-1902: Escola Imperial Militar de Medicina (més endavant Liceu de Haydarpaşa i actualment Facultat de Dret de la Universitat del Màrmara), juntament amb Raimondo D'Aronco, Haydarpaşa, Istanbul
- 1896: Edifici de la Union Française, Şişhane, Istanbul
- 1897: Edifici de l'Administració Otomana del Deute Públic (actualment Liceu d'Istanbul), Cağaloğlu, Istanbul
- 1898-1899: Prinkipo Palace (actualment Orfenat Grec de Büyükada), Büyükada, Istanbul
- 1902: Caravanserrall de Hezaren, Karaköy, Istanbul
- 1902: Caravanserrall d'Omer Abed, Karaköy, Istanbul
- 1903-1904: Mesquita d'Osman Reis, Sarıyer, Istanbul
- c. 1910: Casa vora mar (yalı) d'Arif Paşa (actualment Muhayyeş Yalısı), Yeniköy, Istanbul

## Nota
1. ↑  A aquesta comunitat «franca» pertanyia, per exemple, la mare d'André Chénier. Sobre la comunitat «llatina» dins l'Imperi Otomà i la família d'André Chénier, vegeu les obres de Livio Missir Mamachi de Lusignan «Una fonte ignorata della storia ottomana: La genealogia delle famiglie latine d'Oriente e in particolare dragomannali» (assaig, Nàpols, 1974, dins Atti del I Convegno internazionale di studi sulla Turchia preottomana e ottomana), així com Le dernier mot sur l'ascendance latine d'Orient d'André Chénier: Sa grand-mère Mamaky de Lusignan (assaig, F. Steiner Verlag, Wiesbaden, 1977, XIX Deutscher Orientalistentag, Friburg, 1975); Introduction à l'histoire de la latinité ottomane (assaig, F. Steiner Verlag, Wiesbaden, 1977), i La langue chez les Latins d'Orient (2005).